# Melocactus pachyacanthus
A Melocactus pachyacanthus a kaktuszfélék családjába tartozó növény. 
Akárcsak a Melocactusok nemzetségének többi tagjánál, ennél a fajnál is a növény tetején helyezkedik el a cephalium, amely egy gyapjas-sörtés rész, ahol sűrűn helyezkedik el a tövispárna, melynek megnevezése az areola. A növény virágai kizárólag ebből a részből fejlődhetnek ki.

## Élőhelye
A Melocactus pachyacanthus Brazíliában őshonos, endemikus faj. Természetes élőhelyén a sziklásabb, sivatagi területeket részesíti előnyben.

## Veszélyeztetettsége
E kaktuszfaj egyedeit elsősorban az olyan emberi tevékenységek veszélyeztetik, mint az ipar, a bányászat, illetve a mezőgazdaság. A növény veszélyeztetettségét élőhelyének fokozatos elvesztése okozza.

## Fordítás
Ez a szócikk részben vagy egészben  a   Melocactus pachyacanthus című angol Wikipédia-szócikk ezen változatának fordításán alapul.  Az eredeti cikk szerkesztőit annak laptörténete sorolja fel. Ez a jelzés csupán a megfogalmazás eredetét és a szerzői jogokat jelzi, nem szolgál a cikkben szereplő információk forrásmegjelöléseként.